# ドミきゅん
『ドミきゅん』は、エフエム北海道で放送されていたラジオ番組。

## 概要
道内から発信される自主製作音楽やポッドキャスト番組などの音声コンテンツに着目し、キュンとくるような話題のインターネットコンテンツを紹介する番組。番組名は「道民にキュンとくる」を略したもので、番組本編はApple podcasts、Spotify、Google podcasts、amazon musicにてポッドキャスト配信された。
2024年1月からはポッドキャストを中心とした展開とし、AIR-G'での30分間の放送に加えてポッドキャストで60分間の完全版を配信し、また2022年6月からは「生きゅん」としてYouTubeでの生配信も展開した。2024年3月でAIR-G'でのレギュラー放送を終了、番組終了後もポッドキャストの不定期更新を示唆しており、下記の不定期特番の他2024年5月5日には大通公園を散歩するバイノーラル録音企画、2025年3月12日にはまりえ(43)をゲストに迎えたドミクサとのインタビューを配信。

## 出演者
以下の2名が隔週で担当している。
- おちよ。（シンガーソングライター 現：OCHIYO）
- Lalami（歌手、ライブ配信者）

## 放送時間
- 2022年4月[1]6日 - 2023年12月27日：毎週水曜 19:00[1] - 19:30
- 2024年1月7日 - 2024年3月31日：毎週日曜（土曜深夜）1:00 - 1:30

## 主なコーナー
- ねぇドミクサ - 「北海道生まれのAI」の設定なChatGPTを用いたAIパーソナリティ「ドミクサ」と対話を行う企画。2023年4月より開始、スタジオパーソナリティの振った話やリスナーからのメッセージに対しての受け答えを合成音声で発声する。またドミクサのプロンプトは番組ホームページ内で公開されておりリスナーがChatGPTに入力することで会話を楽しむことも可能となっている。
- 番組オリジナルソング - ChatGPTを用いたAIパーソナリティ「しりキュン」が考案した歌詞を元に、音楽生成AI「Suno」で作曲されたボーカル付き音源を紹介する。2024年1月開始。

## 復活特番
2024年6月9日19:00 - 20:00に「ドミきゅんマルチバース」を放送、AIR-G'での本放送やRadikoとともに、Youtube・ツイキャス・Pococha・Twitch・Xスペース・Instagram・Facebookの合計9プラットフォームでの同時配信を展開した。
2024年9月22日19:00 - 20:00に「ジェネリックドミきゅん」を放送、AIパーソナリティ「ドミクサ」が企画会議からLalami・OCHIYOをAIで生成した内容で操る構成とした。
2025年1月12日19:00 - 20:00に「ドミフェッショナル〜コトバの流儀」を放送、AIパーソナリティ「ドミクサ」がAIR-G'パーソナリティの森本優・西川賢・きーぽん、AIR-G'社長の近藤浩へインタビューを行う内容とした。